# Медаль «Участнику чрезвычайных гуманитарных операций»
Меда́ль «Уча́стнику чрезвыча́йных гуманита́рных опера́ций» — ведомственная медаль МЧС России и УВКБ ООН, учреждённая приказом Министра по чрезвычайным ситуациям Российской Федерации № 885 от 27 декабря 1995 года.

## Правила награждения
Согласно Положению медалью «Участнику чрезвычайных гуманитарных операций» награждаются лица или организации за участие в чрезвычайных гуманитарных операциях и вклад в организацию и обеспечение таких действий, а также за проявленные при этом самоотверженность и мужество.

## Описание медали
Медаль изготавливается из серебра, имеет форму круга диаметром 38 мм. Медаль изготавливается в двух вариантах с надписями на русском и английском языках.
Медаль при помощи ушка и кольца соединяется с колодкой, обтянутой шёлковой муаровой белой лентой шириной 35 мм с центральной синей и двумя оранжевыми полосами, что соответствует цветам международной символики ООН и Гражданской защиты.
В комплекте медали имеется дубликат диаметром 20 мм и орденская планка.